# حافظ ابوالعلاء
ابولعلاء حسن بن احمد بن حسن بن احمد بن محمد بن سهل بن سلمه یا حافظ ابوالعلاء یا ابوالعلی حسن عطار از بزرگان ادب و از مشاهیر نحو و لغت و حدیث بود. وی در سال ۴۸۸ هجری قمری تولد یافت.

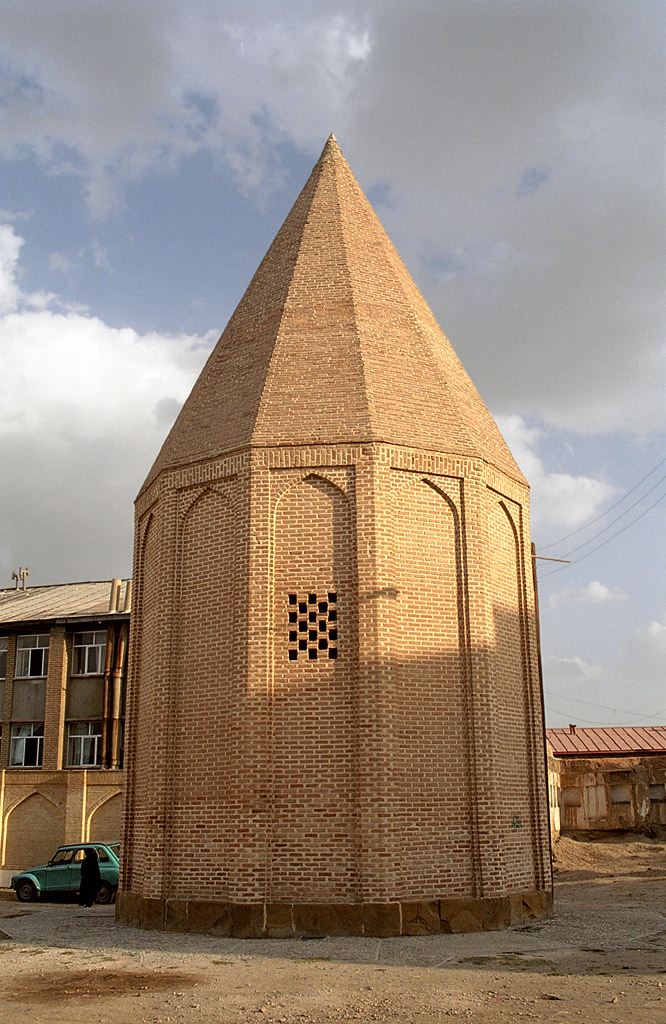
برج قربان، مدفن شیخ السلام حافظ ابو العلاء همدانی و جمعی از امرای سلجوقی در شهر همدان

یاقوت حموی در جزء هشتم معجم الادبا آورده‌است که: حافظ ابوالعلاء برای فرا گرفتن نحو لغت حدیث و علوم قرآنی به بغداد، اصفهان و خراسان مسافرت نموده و استادانی چون ابوالقاسم بن بیان و ابوعبدا… قراوی را درک کرده‌است. تا آنجا که بعدها حافظان و بزرگان حدیث از وی نقل حدیث و روایت کرده‌اند. او در طول زندگی، وقت خویش را با قرآن و حدیث گذرانده و به ارشاد مردم زمان خود پرداخته‌است. سپس به همدان مراجعت نموده و در محلی که برج قربان نامیده می‌شود و در گذشته باب‌الاسد خوانده می‌شود می‌زیسته‌است.
وی در ۱۹ جمادی الاول ۵۶۷ در سن ۷۹ سالگی در همدان وفات یافته و در سرداب برج قربان مدفون شده‌است. از جمله تالیفاتش وی کتاب الهادی و زادالمسافرین در ۵۰ مجلد می‌باشد. دربارهٔ مقام او اشعاری از خاقانی شروانی و موفق بن احمد مکی موجود است. از شاگردان او می‌توان از ابن ممانی همدانی نام برد که در جهاد بر ضد مغولان در سال ۶۱۸ هجری خود و فرزندش به شهادت رسیده‌اند.